# Kamjanec-Pogyilszkij
Kamjanec-Pogyilszkij (cirill betűkkel Кам’янець-Подільський, lengyelül Kamieniec Podolski, örmény nyelven Կամիանեց-Պոդոլսկի) járási jogú város Ukrajna Hmelnickiji területén, a Kamjanec-pogyilszkiji járás székhelye. A mai Ukrajna legrégebbi városai közé tartozik, Podólia történelmi központja. Napjainkban jelentős ipari, oktatási és kulturális központ. Erődje és történelmi óvárosa révén népszerű turisztikai célpont. 1941-ig a mai Hmelnickiji területtel megegyező Kamjanec-pogyilszkiji terület (oroszul: Kamenyec-podolszkiji terület) székhelye volt. 1941 márciusában a területi székhelyet áttették Proszkurivba (oroszul: Proszkurov), melyet 1945-ben Hmelnickijre neveztek át.
1941. augusztus 27–28-án itt végeztek ki mintegy 15–16 000, Magyarországról kiszállított zsidó személyt.

## Fekvése
Kamjanec-Pogyilszkij a Szmotrics folyó mentén, a Dnyesztertől mintegy 15 km-re északra fekszik. A dombos, hullámos felszínű Podóliai-hátság délnyugati peremén terül el. A városon átfolyó Szmotrics mély, kanyargós, kanyonszerű folyóvölgyet alakított ki magának. A területi központ, Hmelnickij a várostól 85 km-re észak-északkelet irányban található.
Éghajlata mérsékelt szárazföldi, hideg telekkel és meleg, forró nyarakkal. Az éves átlaghőmérséklet 9 °C, a téli átlaghőmérséklet −3 °C, a nyári +20 °C.

## Látnivalók
A terület Ukrajna hét csodájának egyike.

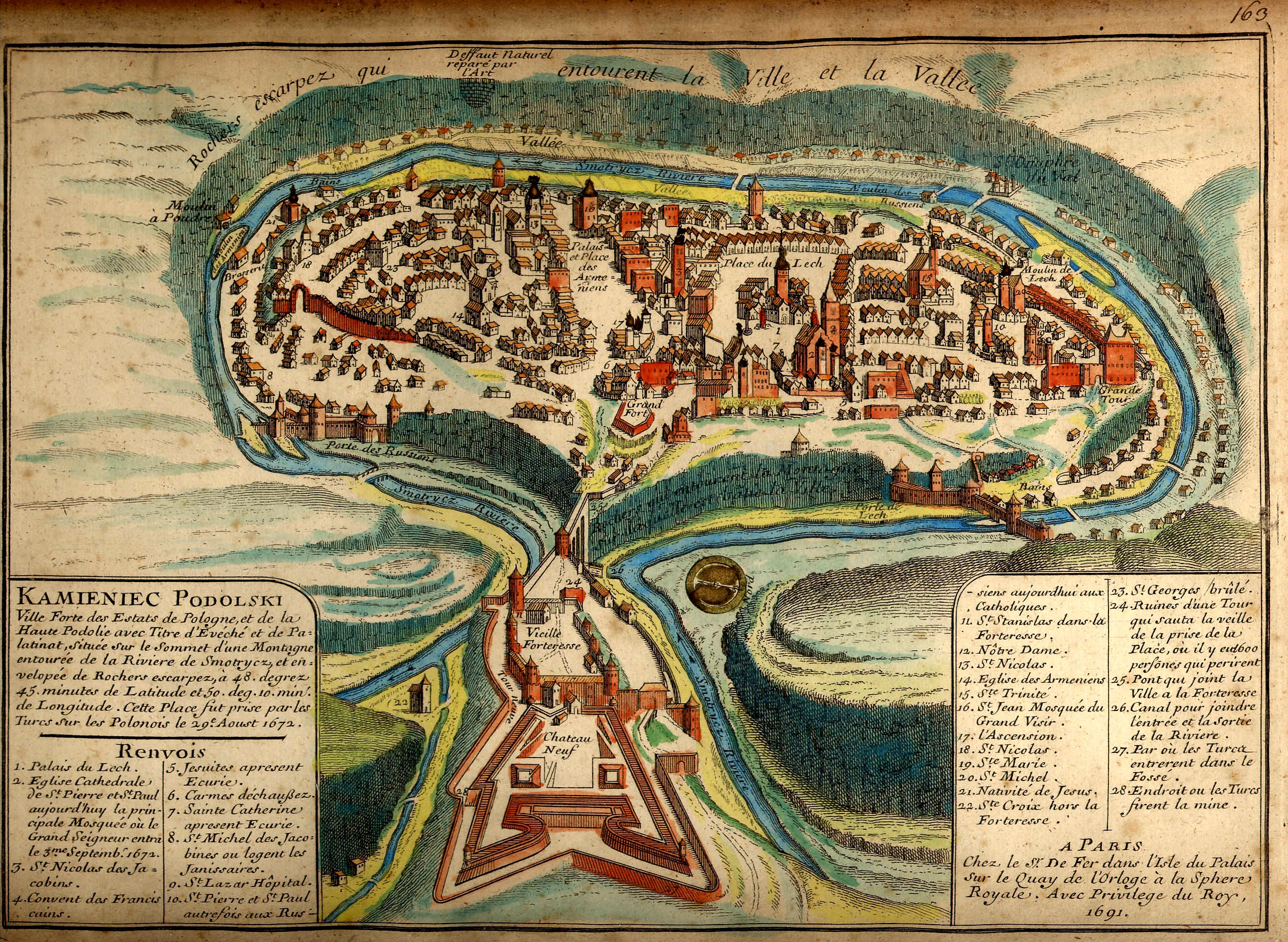
A Kamjanec-pogyilszkiji vár (1691)

- Kamjanec-pogyilszkiji vár, vagy más néven a régi erőd
- Városháza ‑ Kamjanec-Pogyilszkij egyik legrégebbi épülete. Többször leégett, vagy lerombolták, majd újjáépítették. A napjainkban is látható utolsó változatának főépülete kétszintes, négyzetes alaprajzú, melyhez egy nyolcszintes torony csatlakozik. A 15‑19. században az épület a városi elöljáróság üléseinek és a városi bíróságnak adott helyet. A bíróság az emeleten működött. A városháza pincéjében börtön volt, ott folytak a kihallgatások. A városháza előtt vesztőhely is működött, ahol a kivégzések folytak, és az egyéb nyilvános büntetéseket (pl. korbácsolás) is ott hajtották végre. Napjainkban a régi városháza három múzeumnak ad otthont.
- A Czartoryskiek palotája
- Péter és Pál apostol székesegyház – különlegessége, hogy harangtornyát egy minaretből alakították ki.
- Domonkos-rendi kolostor
- A ferences kolostor temploma
- Örmény székesegyház harangtornya
- Örmény kereskedőház
- Török pasa háza
- Szent György-templom
- Báthory-kapu
- Fazekas bástya

## Ismert emberek
Itt született:
- Szergej Gorskov tengernagy
- Volodimir Kaplicsnij labdarúgó